# Zdeněk Dvořák (politik)
Zdeněk Dvořák (* 8. července 1983) je český politik a inženýr v oblasti životního prostředí, od roku 2018 starosta městyse Dolní Cerekev na Jihlavsku.

## Život
V letech 1998 až 2002 vystudoval Gymnázium Jihlava a následně v letech 2002 až 2003 studoval Fakultu jadernou a fyzikálně inženýrskou Českého vysokého učení technického v Praze, studium však nedokončil. Nicméně v letech 2003 až 2010 absolvoval obor inženýrství životního prostředí na Fakultě stavební téže vysoké školy (získal titul Ing.).
Už při studiu pracoval na přípravě projektů v akciové společnosti JMA stavební (2006 až 2007) nebo byl rozpočtářem v akciové společnosti PSJ holding (2007). V roce 2009 nastoupil na Magistrát města Jihlavy – nejprve byl referentem v oblasti dopravy a tvorby ÚPD a v letech 2017 až 2018 i vedoucím investičního oddělení odboru rozvoje města.
Jako svá povolání uváděl na kandidátních listinách: státní zaměstnanec (2010 a 2014) a úředník/vedoucí investic (2018). Je také trenérem mládeže v házenkářském klubu TJ Dolní Cerekev a stal se organizátorem a vedoucím sportovní haly na největším házenkářském turnaji ve střední Evropě – Prague Handball Cup.
Zdeněk Dvořák žije v městysi Dolní Cerekev na Jihlavsku. Je ženatý, jeho manželka Lenka je redaktorka.

## Politické působení
V komunálních volbách v roce 2010 byl zvolen jako nestraník za SNK ED zastupitelem městyse Dolní Cerekev. Ve volbách v roce 2014 mandát zastupitele městyse obhájil, a to opět jako nestraník za SNK ED. Ve volebním období 2014 až 2018 zastával post místostarosty městyse, jako zastupitel se věnoval mimo jiné prorodinné a seniorské politice. Také ve volbách v roce 2018 byl zvolen, tentokrát však jako nezávislý lídr kandidátky subjektu "PRO CEREKEV". Dne 2. listopadu 2018 byl zvolen novým starostou městyse Dolní Cerekev. Jakožto starosta zastupuje obce z regionu v pracovní skupině pro dialog s vládou o výběru vhodné lokality pro jaderné úložiště, jednou ze zvažovaných lokalit je totiž lokalita (Čertův) Hrádek na Jihlavsku.
V krajských volbách v roce 2020 byl z pozice nestraníka lídrem TOP 09 v Kraji Vysočina.